# Shakin’ the Tree
Shakin’ the Tree ist ein Duett des senegalesischen Sängers, Komponisten und Politikers Youssou N’Dour und des britischen Pop-Rock-Musikers Peter Gabriel aus dem Jahr 1989.

## Entstehung und Veröffentlichung
Das Lied wurde gemeinsam von den beiden Interpreten geschrieben und komponiert. Gabriel zeichnete darüber hinaus, zusammen mit George Acogny, auch für die Produktion verantwortlich.
Die Erstveröffentlichung von Shakin’ the Tree erfolgte als Single am 22. Mai 1989. Diese erschien in verschiedenen Ausführungen, unter anderem als 7″-Single mit der von N’Dour gesungenen B-Seite Old Tucson. Darüber hinaus erschienen auch eine 12″-Single und Maxi-Single, die beide um den Titel Sweeping The Leaves von N’Dour erweitert wurden. Am 21. Juli 1989 erschien das Lied als Teil von Youssou N’Dours Studioalbum The Lion. Am 19. November 1990 erschien es zudem als Teil von Peter Gabriels erster Kompilation Shaking the Tree: Sixteen Golden Greats. Diese Version wurde allerdings neu von Gabriel, mit einem leicht abgewandeltem Text, eingesungen.

## Inhalt und Bedeutung
Im Liedtext geht es um die Rechte der Frauen in Afrika und ihren Platz in der afrikanischen Gesellschaft. Skaking the Tree kann als ein Lied interpretiert werden, das die Zunahme der Macht von Frauen in der Gesellschaft feiert und sie ermutigt, sich von gesellschaftlichen Erwartungen zu lösen und ihre eigene Individualität zu behaupten. Der Liedtext behandelt die Idee, auf den richtigen Zeitpunkt zu warten, um ein besseres Leben zu führen und sich nicht an die traditionellen, von der Gesellschaft auferlegten Rollen anzupassen. Der Text deutet auch die Möglichkeit an, dass auch Männer davon profitieren könnten, ihre weibliche Seite zu akzeptieren und die Erfahrungen von Frauen zu verstehen.

## Weitere Versionen
Versionen mit zusätzlichem Gesang von Shaggy wurden in den Soundtracks der Spielfilme Jungle 2 Jungle von 1997 und The Wild Thornberrys Movie von 2002 verwendet.
| Titelname                             | Spielzeit | Jahr | Anmerkungen                                                                  |
| ------------------------------------- | --------- | ---- | ---------------------------------------------------------------------------- |
| Shakin' the Tree                      | 5:42      | 1989 | The Lion; Shakin' the Tree 7"-Single                                         |
| Shakin' the Tree                      | 7:13      | 1989 | Shakin' the Tree CD/12"-Single                                               |
| Shaking the Tree                      | 5:06      | 1990 | Solsbury Hill / Shaking the Tree-Single                                      |
| Shaking the Tree                      | 6:24      | 1990 | Shaking the Tree: Sixteen Golden Greats                                      |
| Shaking the Tree (Bottrill Remix)     | 5:54      | 1993 | Kiss That Frog CD-Single                                                     |
| Shaking the Tree '97 (Jungle Version) | 5:34      | 1997 | With Shaggy. Jungle 2 Jungle (Music from and Inspired by the Motion Picture) |
| Shaking the Tree (02 Remix)           | 5:09      | 2002 | With Shaggy. The Wild Thornberrys Movie (Music from the Motion Picture)      |

Liveversionen ohne Youssou N’Dour wurden auf Peter Gabriels Livealbum Secret World Live von 1994 und dem gleichnamigen Konzertfilm im gleichen Jahr, sowie mit N’Dour auf dem Amnesty-International-Album ¡Released! The Human Rights Concerts – 1998: The Struggle Continues im Jahr 2013 veröffentlicht.
Bei dem Auftritt am 14. August 1994 bei Woodstock ’94 im Rahmen der Secret World Tour sang der Mitautor Youssou N’Dour das Lied Shaking the Tree zusammen mit Peter Gabriel und Paula Cole.

## Musikvideo
Das Musikvideo wurde von dem Regisseur Isaac Julien gedreht und von Nadine Marsh-Edwards produziert. 2004 erschien es als Teil des Videoalbums Play: The Videos.

## Mitwirkende

### Musiker
- George Acogny – CMI, Percussion-Sequenzierung
- Simon Clark – Orgel, Piano, Bass-Keyboard
- Habib Faye – E-Bass, E-Gitarre
- Peter Gabriel – Gesang, Prophet D50, Yamaha CP80 Piano
- Manu Katché – Schlagzeug
- Youssou N’Dour – Gesang
- David Rhodes – E-Gitarre, Akustische Gitarre[12]

### Technisches Personal
- George Acogny – Musikproduktion
- Roger Bolton – CMI-Programmierung
- Dave Bottrill – AMS Audiophile
- Richard Chappell – Audio Frame Systems
- Aaron Denson – Audio Frame Systems
- Youssou N’Dour – Liedtext (Wolof)
- Peter Gabriel – Liedtext (Englisch), Komposition[12]

## Charts und Chartplatzierungen
Die Single erreichte es am 3. Juni 1989 Platz 61 der britischen Singlecharts. Als Doppel-A-Seite mit Solsbury Hill erreichte das Lied Platz 57  am 29. Dezember 1990.
| ChartsChartplatzierungen     | Höchstplatzierung | Wochen |
| ---------------------------- | ----------------- | ------ |
| Vereinigtes Königreich (OCC) | 61 (3 Wo.)        | 3      |

| ChartsChartplatzierungen     | Höchstplatzierung | Wochen |
| ---------------------------- | ----------------- | ------ |
| Vereinigtes Königreich (OCC) | 57 (5 Wo.)        | 5      |